# Kochtcheï

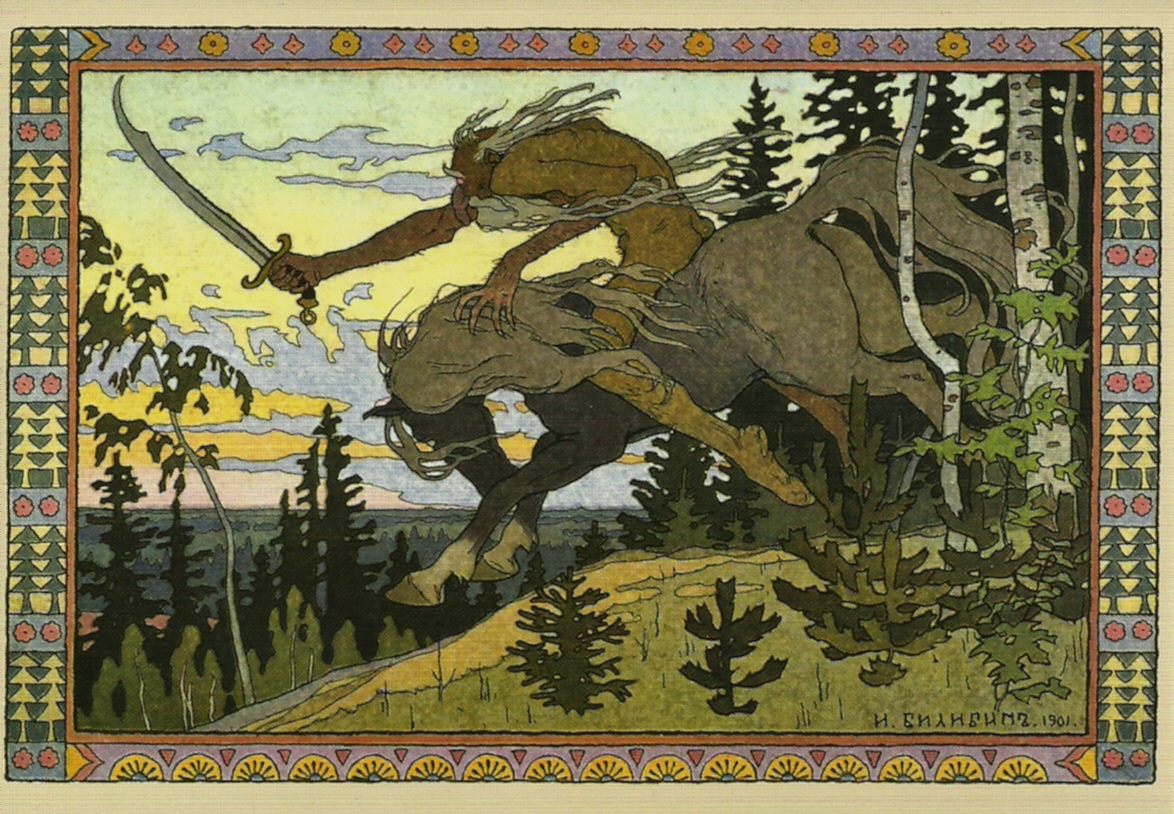
Ivan Bilibine : Kochtcheï l'Immortel

Dans les contes merveilleux russes, Kochtcheï (en russe : Коще́й, aussi Koschei, Kachtcheï, Kashchey ou Kościej (en polonais)) est un personnage négatif, appartenant à la catégorie des adversaires. Sa principale fonction est d'enlever les princesses des contes. Il est qualifié d'« immortel », plus exactement de « Sans mort », sa mort étant extérieure à lui. Il peut être remplacé par un serpent ou un dragon. Son personnage est passé dans la littérature, l'opéra, le cinéma…

## Étymologie
D'après Max Vasmer, son nom provient soit de kost (russe кость, polonais kość : os), suggérant qu'il a l'apparence d'un squelette, soit du turc kosci, signifiant : prisonnier, ce qui correspond au fait qu'il se présente parfois comme un captif.

## Kochtcheï dans la tradition du conte russe

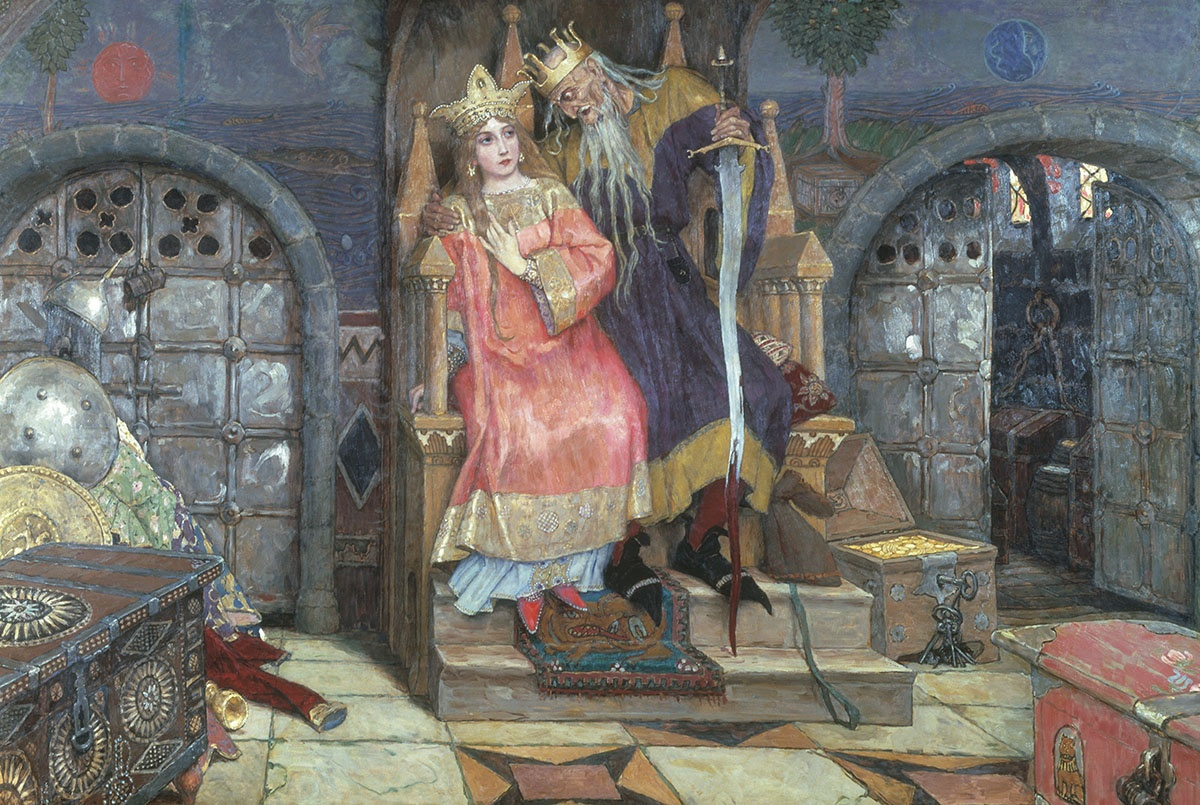
Viktor Vasnetsov Kochtcheï l'Immortel

Dans le conte traditionnel, Kochtcheï n'est jamais décrit physiquement. Comme toutes les figures surnaturelles négatives du conte populaire, il ne marche pas, il vole, il arrive ou s'échappe en un tourbillon, il est à cheval, il s'exclame : « Cela sent le Russe ! » à l'approche d'un être humain ; son activité est la chasse ou la guerre.
L'entourage dans lequel il vit est féminin. Tantôt, il est le père de l'héroïne ou de la princesse (voir le conte La Princesse Grenouille), tantôt, il a enlevé au héros sa fiancée ou son épouse (voir les contes Maria Morevna, La Belle des Belles, Fiodor Tougarine et Anastasie la Belle). Les unes comme les autres cherchent à lui échapper avec l'aide du héros. Kochtcheï est sorcier, tout comme la princesse-grenouille qui cependant le surpasse dans cet art. Par ailleurs, si fort soit-il, il a été fait prisonnier par la guerrière Maria Marevna. Dans tous les cas, les jeunes filles ou femmes finissent par être ses prisonnières. Il les détient contre leur gré. Les unes comme les autres cherchent à lui échapper avec l'aide du héros. Chaque fois, l'héroïne joue un rôle double, elle cherche et réussit à le tromper pour savoir où est cachée sa mort.

### La mort de Kochtcheï
L'important dans le personnage est de savoir comment le tuer, c'est-à-dire de savoir où est cachée sa mort. Le conte slave oriental connaît deux possibilités :
1. La mort cachée dans un œuf. Kochtchéï dévoile le secret de sa mort (plus exactement du lieu où se trouve sa mort) en termes toujours à peu près semblables : l'œuf est dans une cane, laquelle est dans un lièvre, lequel est dans un coffre enterré sous un chêne, sur une île au milieu de l'onde. Grâce aux animaux reconnaissants auxquels il a rendu service, le héros se procure l’œuf, le casse, et Kochtchéï meurt.
2. Kochtchéï n'a qu'un point vulnérable, son front. Il est tué d'un coup de sabot bien ajusté décoché par le cheval merveilleux que le héros s'est procuré auprès de la Baba Yaga (conte Maria Morevna).

### Kochtcheï et Baba Yaga
Kochtcheï intervient dans un nombre de contes beaucoup moins important que Baba Yaga. Le plus souvent, il s'agit de contes de type AT 302 (Le Cœur de l'Ogre / du Diable dans l'œuf), combinés fréquemment avec d'autres contes-types. Il est rare que Kochtcheï et Baba Yaga interviennent dans le même conte, mais on trouve quelques cas où ils sont frère et sœur, mari et femme, ou simplement partenaires. La baba Yaga, en tant qu'auxiliaire du héros, peut à l'inverse indiquer où se trouve la mort de Kochtchéï (conte La Princesse-Grenouille, Afanassiev 150c/269).

### Parallèles internationaux et interprétation
Ce personnage de conte est international. L’Index international des motifs de contes le classe sous le motif E710 (« External soul »), et le conte-type fait l'objet de la rubrique AT 302 (« Le Cœur de l'ogre (ou du Diable] dans l'œuf ») dans la classification Aarne-Thompson. Le document connu le plus ancien sur ce sujet est le Conte égyptien des deux Frères (XVe siècle avant notre ère) : pour échapper à ses ennemis, le héros Bata place son cœur « au sommet de la fleur de l'Acacia ». Dans le conte des Grimm La Boule de cristal, la boule de cristal contient la mort de l'enchanteur. Il existe 7 versions de ce sujet de conte dans le recueil d'Afanassiev, et plus de 100 sont recensées dans l'index des contes slaves orientaux. Dans le recueil de Luzel, on trouve deux personnages de ce genre dans des contes portant leur nom : Le Corps sans âme et Le Magicien Ferragio : le magicien Ferragio porte sept plaques de cuivre au front, qui est son seul point vulnérable. Il existe des versions basque, écossaise, géorgienne... Claude Lecouteux mentionne, dans un chapitre consacré à la parédrie (association à un rang subalterne d'une divinité à une autre) des légendes lituaniennes apparentées recueillies par A. Greimas, et se rapportant à des dragons. Philippe Jouët relève les affinités avec les péripéties du Taliesin gallois et, surtout, du Koadalan breton, démembre et reconstitué : incarnation de divers aspects du feu (caché, impulseur, géniteur, etc.) ; c'est aussi le principe de l'âme cachée de l'Irlandais Curoi, image narrative d'un feu dans la nuit.  
Dans les légendes celtiques, on trouve un personnage appelé en Irlande Creachadôir Tarnochtaighthe (« Pillard tout nu » ; autres dénominations : Crochaire Târnochta, Crochadaire Ceusta), que l'on ne peut ni étouffer, ni noyer, ni tuer, parce que son âme n'est pas en lui : elle est dans un œuf, qui est dans le ventre d'une cane, qui est dans le ventre d'un bélier, qui est au milieu d'un saule, qui est dans le cellier ; une fois parvenu à l'œuf, il faut, pour le tuer, en frapper le Creachadôir sur le signe que le magicien a sous son sein gauche, ou sur un point noir qu'il a dans la paume gauche. Dans une version bretonne, le personnage est un géant appelé Corps-sans-âme : l'âme se trouve dans un œuf, l'œuf dans une colombe, la colombe dans un lièvre, qui est dans un loup, lui-même enfermé dans un coffre de fer qui gît au fond de la mer. À chaque animal tué par le héros, le géant s'affaiblit, « comme si on lui eût coupé un membre ». Le héros lui lance finalement l'œuf au milieu du front, l'œuf se brise et le géant expire.
James Frazer est le premier à s'être penché en détail sur le problème de la croyance en l'existence d'une âme extérieure (voir son ouvrage Le Rameau d'or). Il en a donné une foule d'exemples, tant pris dans les contes, les légendes que les croyances (dont des exemples sibériens). Une telle croyance semble avoir été répandue dans le monde entier et correspondre à un stade donné des mentalités. L'interprétation historico-ethnographique de ce motif semble ici s'imposer.
Une traduction en anglais du conte russe, due à William Shedden Ralston et intitulée The Death of Koschei the Deathless, figure dans le recueil The Red Fairy Book d'Andrew Lang.

### Récupération du personnage dans la littérature, l'imagerie, la musique russes
Le premier à avoir utilisé ce personnage de conte est Pouchkine dans son poème Rouslane et Lioudmila. Son vers : « Là, sur son or, dépérit le roi Kachtchéï » est probablement à l'origine de la figuration de Kochtchéï comme un vieux grigou à l'aspect décharné (voir Vasnetsov, Bilibine...).
Le personnage figure aussi comme « le Méchant » dans un opéra de Rimski-Korsakov, dans le ballet L'Oiseau de feu d'Igor Stravinsky, dans de multiples dessins animés. À l'époque soviétique, il était souvent interprété comme l'oppresseur du sexe féminin.

## Culture populaire
Ce personnage négatif sous sa forme d'origine ou sous des formes similaires ou dérivées a inspiré de nombreux auteurs, tant russes qu'étrangers. Ces formes n'ont parfois rien à voir avec le conte traditionnel :
- Dans Vassilissa Prekrasnaïa (Vassilissa la Belle), un dessin animé russe fondé sur le conte populaire russe La Princesse-Grenouille.
- Le méchant dans L'Oiseau de feu d'Igor Stravinsky.
- Il apparaît dans le film d'animation soviétique de 1958 Krasa nenaglyadnaya (en anglais : Beloved Beauty)
- Nikolaï Rimski-Korsakov a écrit un opéra qui compte Kochtcheï parmi ses personnages, intitulé Kachtcheï l'immortel.
- Dans le roman de Mercedes Lackey The Firebird, Katschei figure en tant que principal personnage négatif, dans une réécriture du conte pour un lectorat moderne.
- Mad Hettie dans The Sandman et Hellblazer passe par le même processus : elle cache son cœur et dit : « Je l'ai peut-être caché dans un œuf de cane, dans une cane, dans un puits, dans un château, sur une île entourée par un lac de feu, gardé par cent dragons chacun plus grand et plus féroce que le précédent », alors qu'en réalité elle l'a caché dans une poupée russe. Dans un autre numéro de Sandman, une vieille mendiante possède une besace remplie de merveilles, l'une d'entre elles étant prétendument le cœur d'émeraude de Kochtcheï qui ne peut mourir. Neil Gaiman, l'auteur de la série, utilise aussi le procédé de l'âme contenue dans un œuf de cane dans son roman et sa série télévisée Neverwhere.
- Dans le tome 9 du comics Hellboy, L'Appel des ténèbres, il est le principal adversaire de Hellboy, sous l'orthographe Koshcheï. Il est envoyé à la poursuite de Hellboy par la Baba Yaga, réclamant sa propre mort comme paiement. En effet, dans cette version il est apparemment un ancien amant de la sorcière, qui à sa demande le rendit immortel en enfermant son âme dans un œuf, lui-même dans un lapin qui serait dans un canard qui serait dans une chèvre, laquelle chèvre est auprès de Baba Yaga.
- James Branch Cabell emploie l'orthographe Koshchei dans plusieurs de ses livres. Son personnage, cependant, est une sorte de dieu primordial qui préside au sort des dieux humains de « premier niveau » (comme Jehovah et Loki). Robert A. Heinlein le reprend dans son roman Job, une comédie de justice.
- Dans le cycle Les Guerriers de l'éternité de John C. Wright, Koschei est le porteur de mort, celui qui prend les âmes lorsque les gens meurent.
- Dans le roman de Keith Taylor Bard II: The Voyage of Ormungandr, Koschei apparaît pour menacer Felimid mac Fal, ainsi que la belle et souvent fatale Gudrun la pirate.
- Dans le roman court de Charles Stross Une guerre encore plus froide, Koschei est le nom de code américain pour Cthulhu en sommeil, capturé avec les shoggot'im (shoggoths) en Allemagne nazie par l'Armée rouge de l'Union des républiques socialistes soviétiques.
- Les romans Doctor Who de David A. McIntee, The Dark Path et Face Of The Enemy ; le Maître prend le nom de Koschei avant de choisir le nom de Master.
- Dans le roman Immortel (Deathless) de Catherynne Valente, Kochtcheï est l'un des personnages principaux. Le roman réécrit plusieurs contes le mettant en scène (dont Maria des Mers), dans le contexte de la Russie révolutionnaire, puis du siège de Léningrad.
- Dans le tome 4 de la saga littéraire Un palais d'épines et de roses de Sarah J. Maas, Un palais de flammes d'argent, un personnage du nom de Koschei y est présenté, il a enlevé une reine du royaume des mortels du nom de Vassa  cette dernière faisant directement référence à L'Oiseau de feu.

### Autres parallèles internationaux
- Si vous ne connaissez pas le sujet, laissez ce bandeau (vous pouvez alors contacter les auteurs).
- Si vous supprimez le contenu mis en cause (vous pouvez préalablement contacter les auteurs),

argumentez précisément cette suppression dans la page de discussion
(un manque de référence n'est pas un argument ; une recherche réelle de référence doit avoir été effectuée, être formellement documentée).
- Un personnage également difficile à tuer est le magicien Mahiravana de Kamba Ramayanam, aussi appelé Patala Ravana et lié à asura Rāvana. À bien des égards différent de Valmiki Rāmāyana, il acquiert un niveau de protection contre la mort en déplaçant ses pranas de son corps et en les rendant presque inaccessibles à ses ennemis. D'après une source, Mahiravana est dit soit frère, soit fils de Lanka Ravana. Une version de cette histoire se trouve dans la Puranic Encyclopedia (entries 'Rama', 'Satamukha 1.', 'Varamani') et une autre dans la version bengalie du Rāmāyana par Krittivas Ojha.
- Dans le roman de J. R. R. Tolkien Le Seigneur des anneaux, le personnage démoniaque Sauron met son pouvoir dans un anneau magique dont la destruction peut provoquer la perte de tous ses pouvoirs.
- Dans Taran Wanderer de Lloyd Alexander, un vieux magicien nommé Morda est invulnérable, même face à un chat géant, car son âme est cachée en dehors de son corps.
- Dans Le Parlement des fées de John Crowley, la maîtresse de mémoire Ariel Hawksquilla caché son âme dans une cigogne. Même lorsqu'elle est tuée, son âme survit, malheureuse, à l'intérieur de la cigogne.
- Dans la série Harry Potter de J. K. Rowling, le sorcier maléfique Lord Voldemort cache des morceaux de son âme dans des objets appelés Horcruxes. À moins que Harry Potter ne les détruise, Lord Voldemort ne peut mourir.
- Dans le film Le secret du coffre maudit, on apprend que le cœur de Davy Jones est caché dans un coffre sur une île secrète ; quiconque contrôle le cœur maîtrise Davy Jones, et par conséquent la mer.
- Dans la série Grimm, qui met en scène de nombreuses créatures surnaturelles, le héros est notamment confronté à un homme doté d'un pouvoir de guérison. Il est désigné comme étant un kochtchéi (le nom propre devenant un nom commun, par antonomase), mais la seule similitude avec le personnage éponyme est sa longue espérance de vie, que ses talents lui ont permis d'accroître.
- Dans le jeu de rôle célèbre Donjons et Dragons, depuis son invention en 1978 par Gary Gygax, un type de monstre de haut niveau appelé la liche représente ce genre d'archétype légendaire. Une liche est toujours un puissant sorcier ayant caché son âme dans un phylactère (ce qui montre bien que les liches sont également inspirées des momies) et capable de se réincarner à volonté tant que ce dernier n'est pas détruit.
- Les liches de Donjons et Dragons ont inspiré de nombreux autres jeux de rôle et jeux vidéo, comme Warcraft III avec le personnage du Roi Liche. Le mot « liche » a donc quitté le domaine du vocabulaire technique de Donjons et Dragons pour devenir un mot courant dans une certaine sous-culture.
- Dans le manga Gunnm, le violent et destructeur Den est virtuellement immortel car son esprit est une émanation de celui de Kaos ; le corps qu'il utilise, radiocommandé, peut être détruit à l'envi sans que cela n'ait d'impact.